# Římskokatolická farnost Boršice u Blatnice
Římskokatolická farnost Boršice u Blatnice je územní společenství římských katolíků s farním kostelem svaté Kateřiny v děkanátu Uherské Hradiště.

## Historie farnosti
První písemná zmínka o Boršicích u Blatnice pochází z roku 1283, fara v obci se poprvé připomíná v roce 1412. V 15. a 16. století se zde rozšířilo učení českých bratří, v době třicetileté války fara zanikla a Boršice byly přifařeny k Hluku. V roce 1781, po více než sto letech, do Boršic nastoupil opět katolický duchovní správce. O rok později byla v Boršicích vysvěcena fara. V roce 1788 byly vysvěcen nově postavený kostel svaté Kateřiny. Samostatná farnost v Boršicích byla zřízena roku 1858.

## Duchovní správci
Přehled duchovních správců je znám od roku 1781. Do začátku 21. století jich zde působilo celkem 24. Od července 2008 je farářem R. D. Mgr. Norbert Waclaw Nawrath.

## Bohoslužby
| Kostel         | Místo              | Bohoslužba (den)                   | Hodina     | Poznámka     |
| -------------- | ------------------ | ---------------------------------- | ---------- | ------------ |
| svaté Kateřiny | Boršice u Blatnice | neděle pondělí středa pátek sobota | 7.30 18.00 | farní kostel |

## Aktivity ve farnosti
Pravidelně se konají duchovní obnovy, biblické hodiny, setkání společenství, výuka náboženství, při bohoslužbách zpívá schola mládeže i chrámový sbor.
Ve farnosti se pravidelně pořádá tříkrálová sbírka. V roce 2017 dosáhl výtěžek sbírky ve Boršicích 38 328 korun. Při sbírce v roce 2019 se vybralo 38 350 korun.